# FC Telavi
FC Telavi is een Georgische voetbalclub uit Telavi.
De club werd in 2016 opgericht door de oud-spelers Irakli Vasjakidze, Soso Grisjikasjvili en Aleksandr Amisoelasjvili nadat in 2014 Kacheti Telavi was opgeheven en de stad al twee seizoenen zonder club zat. De club begon in 2017 in de Liga 3 en promoveerde direct na een tweede plaats. In 2018 werd Telavi vijfde in de Erovnuli Liga 2. In 2019 werd de club derde en promoveerde naar de Erovnuli Liga.

## Eindklasseringen (grafiek) vanaf 2017
| 2 |

| 5 |

| 3 |

| 6 |

| 6 |

| 7 |

| 8 |

| 9 |

| Erovnuli Liga | Erovnuli Liga 2 | Liga 3 (Georgië) |

Dila Gori · 
Dinamo Batoemi ·
Dinamo Tbilisi ·
Gagra · 
Iberia 1999 ·
Kolcheti 1913 Poti ·
Samgoerali · 
FC Samtredia ·
Telavi ·
Torpedo Koetaisi ·